# Herb Koła
Herb Koła – jeden z symboli miasta Koło w postaci herbu.

## Wygląd i symbolika

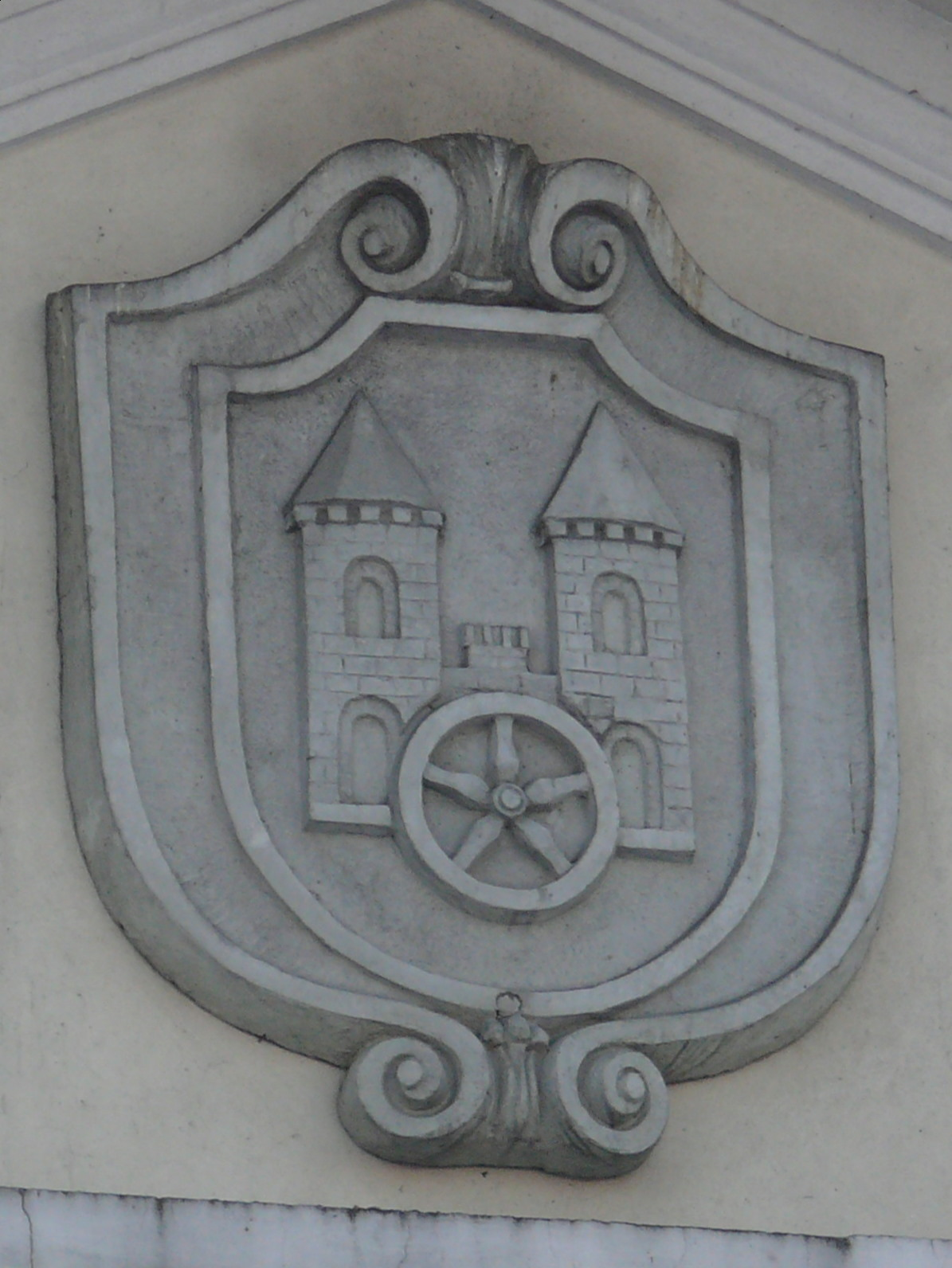
Herb na gmachu ratusza

Herb przedstawia w czerwonym polu herbowym złote, drewniane koło wozowe z ośmioma stylizowanymi szprychami, nad którym znajdują się dwie forteczne blankowane wieżyczki koloru złotego, z czarnymi stożkowymi hełmami i jednym oknem łukowym każda. Szprychy rozłożone są równomiernie po całym obwodzie koła (pierwsza szprycha skierowana jest pionowo w górę). tarcza herbowa przedstawia styl gotycki.
Przez pewien czas funkcjonował herb miasta (przedstawiony m.in. w „Herbarzu miast polskich”), który przedstawiał „w polu błękitnym żółte koło drewniane o pięciu szprychach, na tle czerwonych murów obronnych o dwóch wieżach krytych żółtymi daszkami”.

## Historia
Do czasów współczesnych nie przetrwały żadne symbole miejskie sprzed XVII wieku.
Najstarszy wizerunek herbowy znajduje się w pieczęci opłatkowej, która jest przy dokumencie wystawionym przez władze miasta Koła w 1625 roku. Pieczęć przedstawia koło z dziewięcioma szprychami oraz z wieżyczkami strzelniczymi wyrastającymi z boków koła. W legendzie pieczęci prawdopodobnie widniał napis sigillum civitatis colensis (pol.: pieczęć miasta Koła).
Wzór herbu, podobnie jak flagi miasta zostały przyjęte uchwałą nr X/75/2003 Rady Miejskiej w Kole 27 czerwca 2003 roku.